# شهرستان وستچستر (نیویورک)
شهرستان وستچستر، نیویورک (به انگلیسی: Westchester County, New York) یکی از شهرستان‌های ایالت نیویورک در ایالات متحده آمریکا است.

## خصوصیات
شهرستان وستچستر ۱٬۲۹۵٫۰ کیلومترمربع مساحت دارد.